# Saunajärvi (sjö i Ranua, Lappland)
Saunajärvi är en sjö i kommunen Ranua i landskapet Lappland i Finland. Sjön ligger 178 meter över havet. Arean är 1,75 kvadratkilometer och strandlinjen är 10,14 kilometer lång. Sjön  ingår i Simo älvs huvudavrinningsområde.   Den ligger omkring 87 kilometer sydöst om Rovaniemi och omkring 650 kilometer norr om Helsingfors. 
Väster om Saunajärvi ligger Hietajärvi. 